# Minibus
 (novembre 2024).
Si vous disposez d'ouvrages ou d'articles de référence ou si vous connaissez des sites web de qualité traitant du thème abordé ici, merci de compléter l'article en donnant les références utiles à sa vérifiabilité et en les liant à la section « Notes et références ».

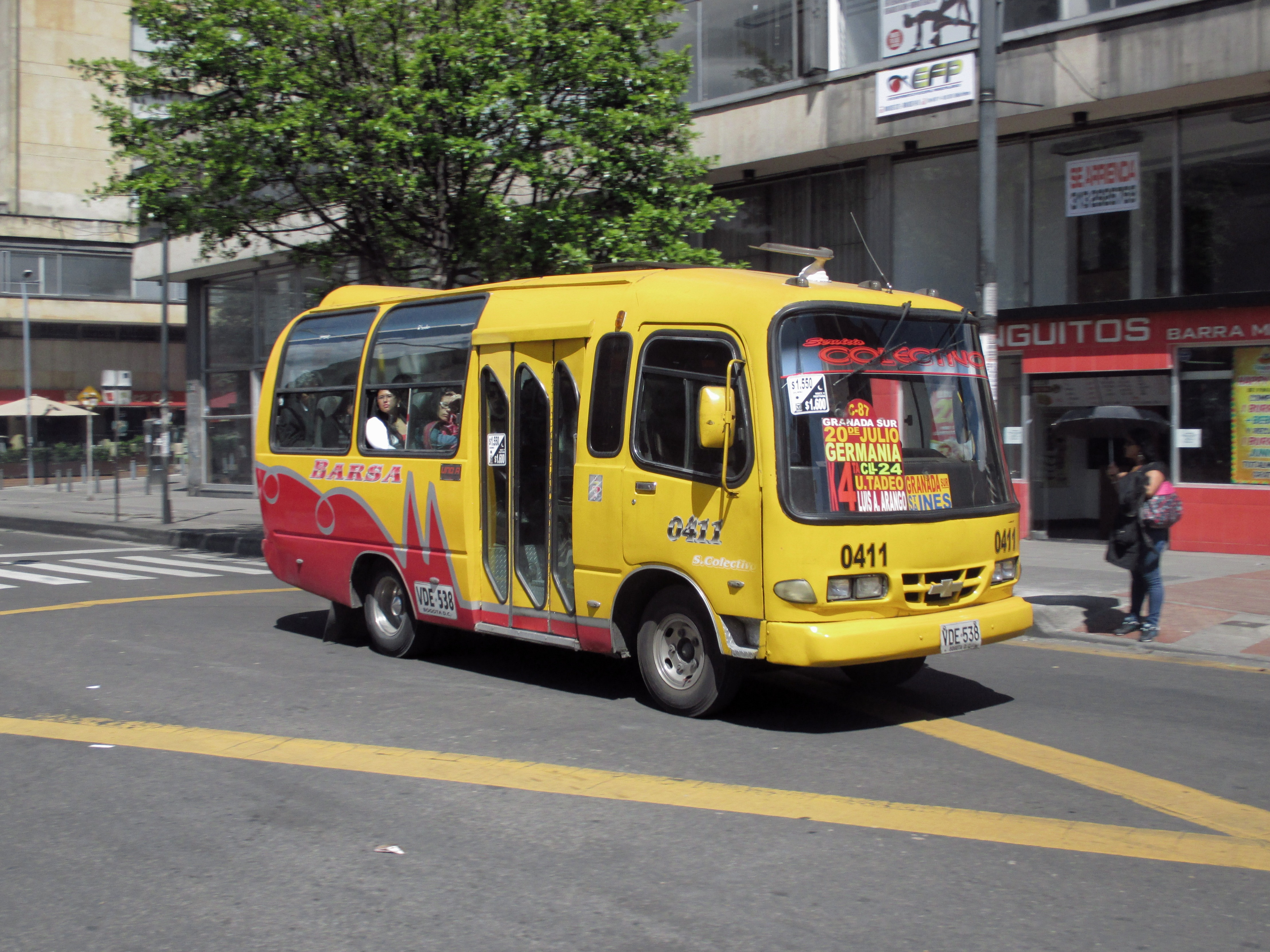
Un minibus à Bogotá.

Un minibus est un véhicule de transport de personnes qui est techniquement, une version plus petite et avec moins de capacité d'accueil de passagers, de l'autocar ou de l'autobus.

## Description
Un minibus est, selon la norme ISO, un « autobus à un étage ne comportant pas plus de dix-sept places assises, y compris celle du conducteur ».
Toutefois, la qualification d'« autobus » est un faux-ami partiel causé par l'anglais : dans les faits, le minibus peut tout aussi bien être une « version miniature » d'un autocar classique. Sa capacité d'accueil n'est également, pas restreint à ce nombre théorique de places[réf. nécessaire].
Dans tous les cas, il compte donc plus de places et est plus imposant qu'une automobile ordinaire ou une camionnette, mais reste toujours plus petit et comporte moins de places assises que l'autocar.
En Europe, par définition, le permis de conduire européen D1 (16+1 occupant) est le permis qui correspond le mieux à ces véhicules de dix-sept places assises, y compris celle du conducteur.

## Ailleurs dans le monde

### Japon
- Si vous ne connaissez pas le sujet, laissez ce bandeau (vous pouvez alors contacter les auteurs).
- Si vous supprimez le contenu mis en cause (vous pouvez préalablement contacter les auteurs),

argumentez précisément cette suppression dans la page de discussion
(un manque de référence n'est pas un argument ; une recherche réelle de référence doit avoir été effectuée, être formellement documentée).

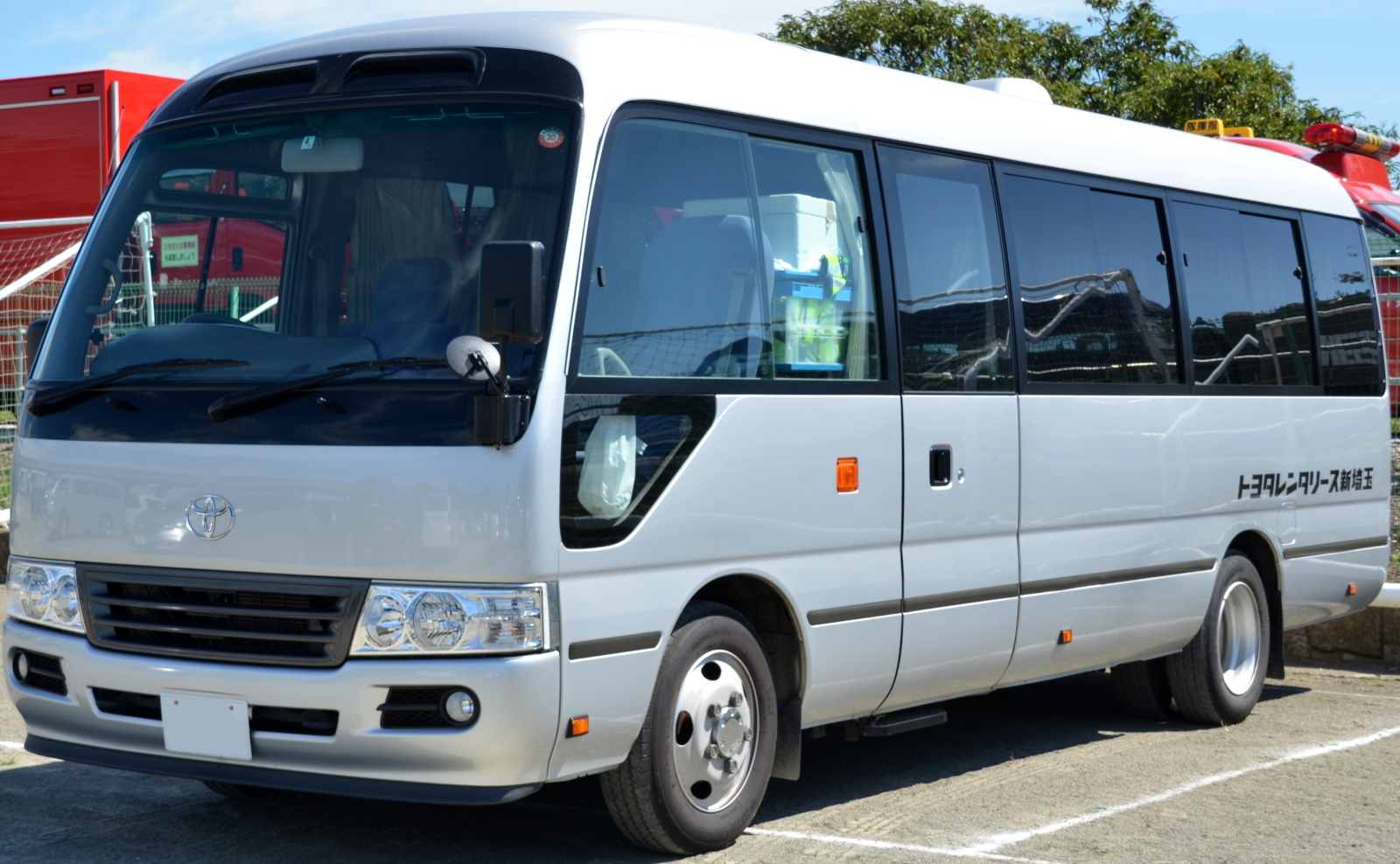
Toyota Coaster Long Body GX XZB50 (troisième génération, 1992-2017) loué par Toyota Rent-a-lease Shin‑Saitama.

Les normes effectives au Japon, pourtant lui-même repris dans la liste ISO, sont un exemple qui contredit factuellement cette définition.
En effet, le « microbus » (マイクロバス, Maikurobasu, emprunt lexical de l'anglais — qui l'utilise également comme un synonyme — pour désigner le minibus) est très souvent usité par les établissements scolaires, par exemple pour des excursions extrascolaires dans le cadre d'un club scolaire, ainsi que des associations ou groupes de particuliers restreints pour les excursions ou voyages à petite échelle géographique.
Toutes marques et tous modèles confondus, récent ou vieux, il a une capacité de places assises variable selon le cas mais pouvant couramment dépasser les dix-sept canoniques, atteignant même parfois la vingtaine et demi voire, la petite trentaine pour les plus gros gabarits : ceci, chauffeur inclus.
Ces derniers y sont tout aussi communément admis et catégorisés en tant que « microbus » (minibus), l'autocar classique demeurant toujours plus imposant, compte tenu également de la différence en capacité de stockage des effets, et ne descendant jamais en dessous de la trentaine de sièges.